# Edison conquista Marte
Edison conquista Marte es una novela de ciencia ficción escrita por Garrett P. Serviss, publicada inicialmente por entregas en el New York Evening Herald en 1898 y más tarde en forma de libro en 1947. Fue la primera narración en la historia en usar desintegradores y combates de naves espaciales, entre otros elementos clásicos de la ciencia ficción. Fue un éxito en su tiempo y, desde entonces, se ha reeditado en numerosas ocasiones. 

## Argumento
Tras el fracaso de la invasión marciana a la Tierra narrada por H.G. Wells en La Guerra de los Mundos, la Humanidad decide que la mejor estrategia para evitar otro ataque en el futuro es golpear antes. Así, las naciones encargan a Edison que encabece la misión de invadir Marte.
Edison diseñará desintegradores y naves espaciales, reclutará un ejército de sabios y aventureros y cruzará el espacio interplanetario hasta Marte. Allí se encontrará con una sorpresa tras otra ¿Será capaz de cumplir su objetivo?

## Capítulos
- I «VAMOS A MARTE»
- II EL DESINTEGRADOR
- III EL CONGRESO DE NACIONES
- IV A LA CONQUISTA DE OTRO MUNDO
- V LA HUELLA EN LA LUNA
- VI LOS MONSTRUOS DEL ASTEROIDE
- VII UN PLANETA DE ORO
- VIII «¡VIENEN LOS MARCIANOS!»
- IX FIN DE VIAJE
- X LA GRAN BARRERA DE HUMO
- XI LA CHICA TERRESTRE
- XII RETIRADA A DEIMOS
- XIII EN LA TIERRA HUBO GIGANTES
- XIV LAS COMPUERTAS DE MARTE
- XV LA VENGANZA ES NUESTRA
- XVI LA MUJER DE CERES
- XVII LOS TEMIBLES JURAMENTOS DEL CORONEL SMITH
- XVIII LA GRAN OVACIÓN